# S Lima Aek Nabara
S Lima Aek Nabara is een bestuurslaag in het regentschap Labuhan Batu van de provincie Noord-Sumatra, Indonesië. S Lima Aek Nabara telt 306 inwoners (volkstelling 2010).